# Nosymna
Nosymna é um gênero de mariposa pertencente à família Acrolepiidae.